# Bent Oluf Jakobsen
Bent Oluf Jakobsen (20. maj 1916 i Sindal – 8. juni 2013 i Humlebæk) var en dansk officer, modstandsmand og psykolog.

## Under Besættelsen
Han var søn af førstelærer Niels Jakobsen (død 1938) og hustru Ane Marie født Sloth Christiansen, blev student 1934, gennemgik Hærens Officersskole 1938-40, arbejdede som ridelærer og var beskæftiget ved Geodætisk Institut 1943-44. Samtidig var han med i illegalt modstandsarbejde og måtte i 1944 flygte til Sverige, hvor han krigen ud blev uddannet i det svenske panservåben for at gøre sig nyttig for Den Danske Brigade for det tilfældes skyld, at Brigaden skulle få brug for kampvognsstøtte.

## Militærpsykolog
I 1946 blev Jakobsen adjudant hos generalinspektøren for rytteriet og påbegyndte samtidig studiet i psykologi ved Københavns Universitet og blev som den første danske officer cand.psych. 1950. Allerede i 1948 var han blevet sekretær for en militærpsykologisk kommission, og fra oprettelsen 1952 og indtil 1956 var han med i en militærpsykologisk arbejdsgruppe. Han underviste i psykologiske emner på Hærens og Flyvevåbnets Officersskoler og var medstifter af og i en årrække bestyrelsesmedlem og formand for Dansk Militærpsykologisk Selskab.
Jakobsen blev oberstløjtnant 1957 og var derefter chef for 1. og 2. trænafdeling, blev chef for forsyningstroppernes befalingsmandsskoler 1963, oberst og chef for Sjællandske Trænregiment og kommandant på Svanemøllens Kaserne fra 1966 til sin pensionering. 4. oktober 1975 var han blevet Kommandør af Dannebrogordenen og bar også Hæderstegnet for god tjeneste ved Hæren.
Han var også politisk aktiv og var medstifter af Aktiv Lytterkomite 1972 og medlem af Aktive Lyttere og Seeres forretningsudvalg og hovedbestyrelse.
Han blev gift 12. oktober 1943 med exam. gymnastik- og danselærerinde Judith Brøns (født 29. september 1918 i Gimlinge), datter af skoleleder Aage Brøns (død 1970) og hustru Sigrid født Nielsen.
Han begraves på Humlebæk Kirkegård.